# درخت گلابی (فیلم)
درخت گلابی فیلمی محصول سال ۱۳۷۶ به کارگردانی داریوش مهرجویی است که براساس داستان کوتاهی از مجموعه داستان جایی دیگر نوشتهٔ گلی ترقّی ساخته شده است.

## خلاصه داستان
محمود نویسنده‌ای است که برای نوشتن باقی‌ماندهٔ کتاب جدید خود در پی یک‌کم‌کاری طولانی، به باغ پدری خود در دماوند پناه آورده است. اما در باغ، درخت گلابی قدیمی که برای محمود سرشار از خاطره است میوه نداده و باغبانان از او می‌خواهند که در مراسمی آیینی برای ترساندن درخت و به بار نشستن دوبارهٔ آن شرکت کند و محمود می‌پذیرد و در این بین او به مرور خاطرات نوجوانی خود می‌پردازد؛ زمانی که شیفتهٔ دخترعمه‌اش، میترا (یا به قول محمود در دفتر خاطراتش، میم) بوده و بااینکه دختر از او بزرگتر است به او ابراز عشق می‌کند و برایش اشعار عاشقانه می‌گوید و با او ساعت‌ها در باغ به اجرای نمایشنامه‌های مختلف می‌پردازد، چرا که هردو به ادبیات علاقه‌مندند. اما روزی دختر برای خداحافظی می‌آید، چون قصد دارد نزد پدرش که خارج از کشور است برود. محمود از او می‌خواهد که صبر کند و دختر می‌پذیرد، اما سال‌ها بعد که محمود وارد جریانات سیاسی می‌شود نامه‌های دختر را پاسخ نمی‌دهد و رفتنش را به تاریخی بعد موکول می‌کند تا این‌که بر اثر فعالیت‌های سیاسی به زندان می‌افتد و آن‌جا با دیدن یکی از اقوام دختر خبر فوت او را دریافت می‌کند. محمود اکنون در آستانهٔ شصت‌سالگی همانند درخت گلابی که هنوز بوی کفش‌های کتانی میم را می‌دهند بی‌بار شده و نمی‌تواند کتاب آخرش را تمام کند.

## بازیگران
- همایون ارشادی
- گلشیفته فراهانی
- محمدرضا شهبانی نوری
- نعمت‌الله گرجی
- جعفر بزرگی
- رحمان حسینی
- عباس شادروان
- مریم مجد
- شهرام حقیقت‌دوست
- مریم مقبلی
- غلامعلی گلچین
- سپهر آزادی

## جوایز
شانزدهمین جشنواره بین‌المللی فیلم فجر - ۱۳۷۶
- برنده سیمرغ بلورین بهترین بازیگر نقش اول زن - گلشیفته فراهانی
- برنده دیپلم افتخار بهترین فیلمبرداری - محمود کلاری
- نامزد سیمرغ بلورین بهترین فیلم
- نامزد سیمرغ بلورین بهترین تدوین

## موسیقی
برای موسیقی این فیلم از یکی از قطعات فیلیپ گلاس به نام Mad Rush استفاده شده است.